# 杜米特鲁·胡贝特
杜米特鲁·胡贝特（羅馬尼亞語：Dumitru Hubert，1899年9月3日—1934年8月27日），罗马尼亚男子雪车运动员。他曾代表罗马尼亚参加国际雪车联合会世界锦标赛，获得一枚金牌和一枚铜牌。他也曾参加1932年冬季奥运会。